# Poa mustangensis
Poa mustangensis är en gräsart som beskrevs av Rajbh. Poa mustangensis ingår i släktet gröen, och familjen gräs. Inga underarter finns listade i Catalogue of Life.